# Zaprochilinae
Sous-famille
Les Zaprochilinae sont une sous-famille d'orthoptères de la famille de Tettigoniidae.

## Distribution
Les espèces de cette sous-famille se rencontrent en Océanie.

## Liste des genres
Selon Orthoptera Species File (29 mars 2010) :
- Anthophiloptera Rentz & Clyne, 1983
- Kawanaphila Rentz, 1993
- Windbalea Rentz, 1993
- Zaprochilus Caudell, 1909

## Référence
- Handlirsch, 1925 : Systematische Ubersticht. Handbuch der Entomologie, vol. 3.